# Software in the Public Interest
Software in the Public Interest, Inc. (SPI) – organizacja non-profit utworzona w celu wspierania organizacji tworzących oraz rozprowadzających otwarte oprogramowanie oraz sprzętu typu Open Hardware. Członkiem organizacji może zostać każdy.

## Członkowie organizacji
- Debian
- Drupal
- freedesktop.org
- Fresco
- Gallery
- GNUStep
- OFTC
- OpenOffice.org
- OpenVAS
- Open Voting Foundation
- PostgreSQL
- TeXmacs
- wxWidgets

## Rada Nadzorcza
Obecna rada, wyłoniona poprzez głosowanie metodą Schulzego, wygląda następująco:
- Prezes: Bdale Garbee
- Wiceprezes: Jörg Jaspert
- Sekretarz: Neil McGovern
- Skarbnik: Michael Schultheiss
- Rada Dyrektorów:
  - Luk Claes
  - Joshua D. Drake
  - David Graham
  - Jimmy Kaplowitz
  - Martin Zobel-Helas
- Doradcy:
  - Doradca prawny – Martin Zobel-Helas
  - Lider Projektu Debian – Steve McIntyre
  - Reprezentant Rady Projektu PostgreSQL – Robert Treat
  - OSI – Guido van Rossum